# Proprioseiopsis caliensis
Proprioseiopsis caliensis är en spindeldjursart som först beskrevs av Moraes och Mesa 1988.  Proprioseiopsis caliensis ingår i släktet Proprioseiopsis och familjen Phytoseiidae. Inga underarter finns listade i Catalogue of Life.